# 旭通DK
旭通DK（日語：アサツー ディ・ケイ），商業名稱ADK，在中國大陸曾譯為旭通一企。該公司是日本第三大廣告公司，業務規模僅次於電通和博報堂，亦參與製作眾多日本電視動畫作品。總部設於東京都，並在海外設置多處分支機構。

## 沿革
- 1949年6月，境直哉創立国際企画株式会社。
- 1951年12月，境直哉與堀田三郎設立第一企画宣傳株式会社（Dai-ichi Kikaku Senden Co., Ltd.）
- 1956年3月，以稻垣正夫為中心，創立株式会社旭通信社（Kabushiki K(G)aisha Asahi Tsushinsha→Asatsu Inc.，簡稱旭通或Asatsu）
- 1961年9月，第一企画宣傳更名第一企画株式会社（Dai-ichi Kikaku Co., Ltd.，簡稱DK、DIK）
- 1962年9月，第一企画合併双葉企業株式会社及株式会社啟新社。
- 1998年8月，WPP集團投資入股旭通信社。
- 1999年1月，旭通信社和第一企畫合併成旭通DK，以旭通信社為承繼法人。

## 兩岸三地

### 中國大陸
北京
- 日本株式会社旭通DK北京代表处（Asatsu-DK Inc. Beijing Office）
- 北京东方三盟公共关系策划有限公司（Beijing Dong Fang San Meng Public Relations Consulting Co., Ltd.）
- 北京IMMG国际文化传媒有限公司（IMMG Beijing Co., Ltd.）

上海
- 上海旭通广告有限公司（Shanghai Asatsu Advertising Co., Ltd.）
- 旭通（上海）展览广告有限公司（Asatsu (Shanghai) Exposition & Advertising Co., Ltd.）
- 旭通世纪（上海）广告有限公司（Asatsu Century (Shanghai) Advertising Co., Ltd.）
- 奥旭（上海）市场营销服务有限公司（A2 (Shanghai) Marketing Service Co., Ltd.）

广州
- 广东广旭整合营销传播有限公司（Guangdong Guangxu (ADK) Integrated Marketing Communications Co., Ltd.）

### 香港
- 旭通廣告香港有限公司（Asatsu-DK Hong Kong Limited）
- DK Advertising (HK) Limited

### 臺灣
- 聯旭國際股份有限公司（United-Asatsu International Ltd.，由同集團的中旭國際併入）
- 太一廣告股份有限公司（DIK-Ocean Advertising Co., Ltd.）

## 企業標誌

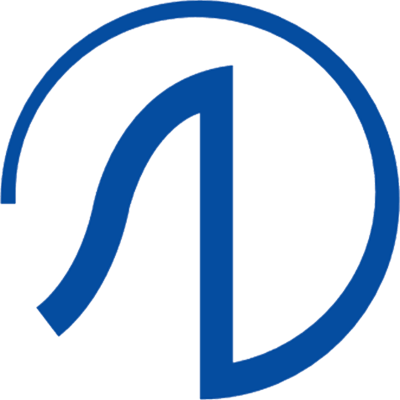
1999年合併時企業識別，直到2002年版商標統合取代
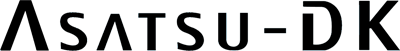
1999年合併時商標，搭配企業識別跟品牌宣言「Marketing Science ＆ Communication Services」
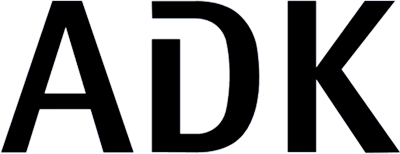
2001年3月30日宣布於翌月2日採用商業名稱「ADK」所改版的商標，亦搭配企業識別跟品牌宣言
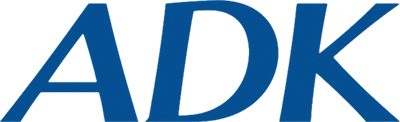
2002年9月27日發表統合視覺識別的舊版商標，同年11月1日啟用
2004年底出現的標誌變體，逐漸取代2002年版商標至2014年
2014年3月19日發表的現行視覺識別商標，同年6月1日啟用[5][6]

## 外部連結
- ADK （英文） （日語）
- ADK 中国网站 （页面存档备份，存于） （简体中文）